# Олдондо (приток Мархи)
Олдо́ндо (Олдонгдо) — река в Якутии (Россия), правый приток Мархи.

## Общая информация
Река берёт начало из небольшого озера на Вилюйском плато, на высоте 661 м над уровнем моря. В верховьях течёт на юг; затем, сделав петлю, направление течения меняется на северное, а после впадения реки Бурустах и обогнув слева гору Тулаях (712 м) — на северо-восточное. Преимущественно протекает по лиственничной тайге. Впадает в Марху в 864 км от её устья по правому берегу, ниже впадения реки Эекут, на высоте 226 м над уровнем моря. Ширина в нижнем течении — 41 м при глубине 1,7 м; скорость течения в низовьях — 0,2-0,3 м/с.
Длина реки составляет 159 км, площадь водосборного бассейна — 1900 км². Населённых пунктов на реке нет.

## Притоки
По порядку от устья к истоку:
- 26 км — река Халгай (пр) (длина 32 км);
- 31 км — ручей Киляде (лв);
- 49 км — река Атырдях (лв);
- 56 км — ручей Бурустах (лв);
- 102 км — река Тиере (пр);
- 133 км — ручей Юктэлях (лв)[10].

## Данные водного реестра
По данным государственного водного реестра России и геоинформационной системы водохозяйственного районирования территории РФ, подготовленной Федеральным агентством водных ресурсов:
- Бассейновый округ — Ленский;
- Речной бассейн — Лена;
- Речной подбассейн — Вилюй;
- Водохозяйственный участок — Марха;
- Код водного объекта — 18030800412117400017804.